# 야나카 긴자 상점가

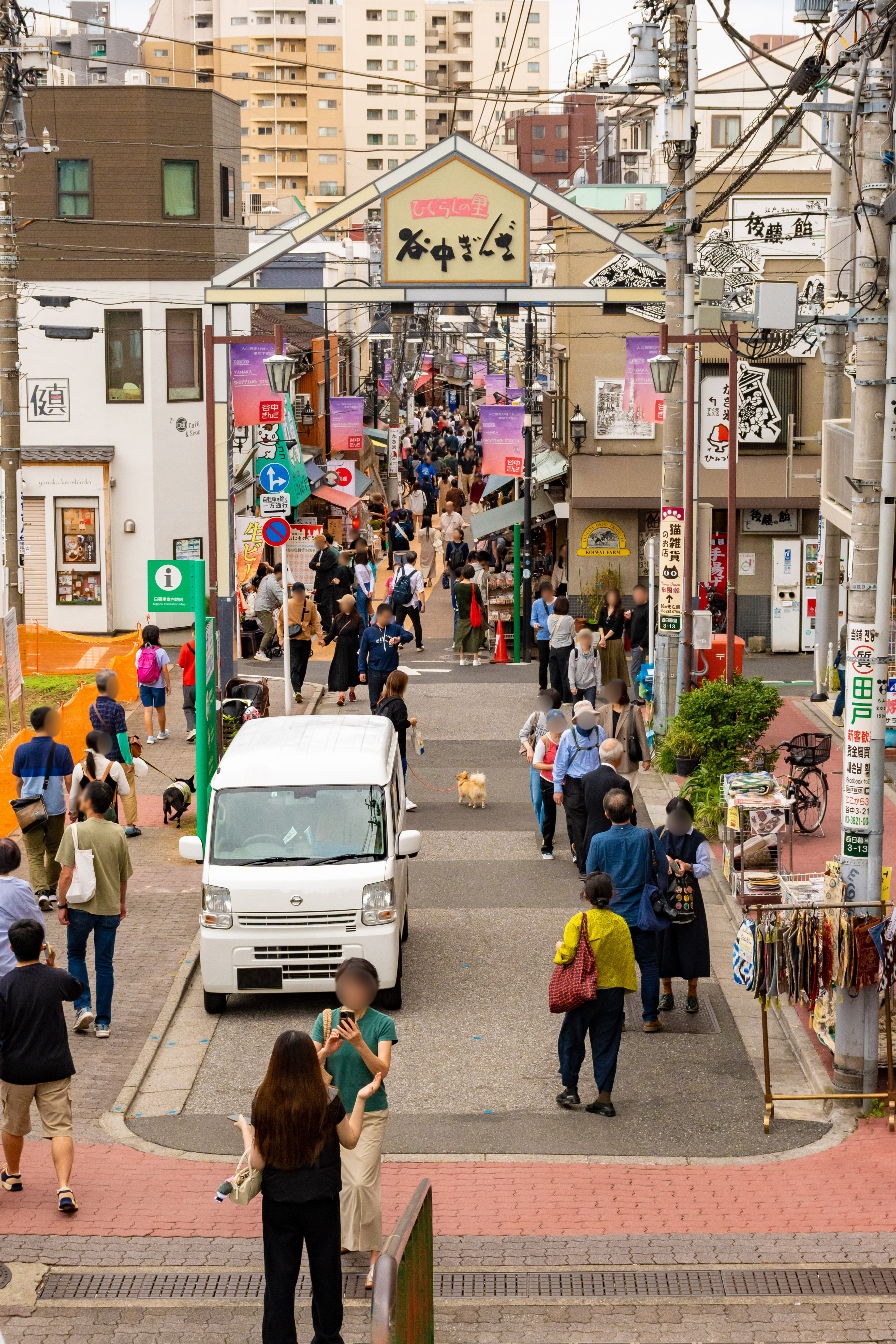
야나카 긴자 상점가

야나카 긴자 상점가(일본어: 谷中銀座商店街 やなかぎんざしょうてんがい[*])는 일본 도쿄도 다이토구 야나카에 있는 상점가이며, 현지에서는 관광 명소의 하나가 되고 있다. 약 70점포의 가게가 늘어서 있고 옛 마을의 운치가 남는 분위기가 독특한 복고스러운 공기를 자아내고 있다.  또한, 유명한 것이 야나카 긴자에 가는 길에 있는 유야케단단(유야케=저녁노을)이라는 계단이다.

## 유야케단단

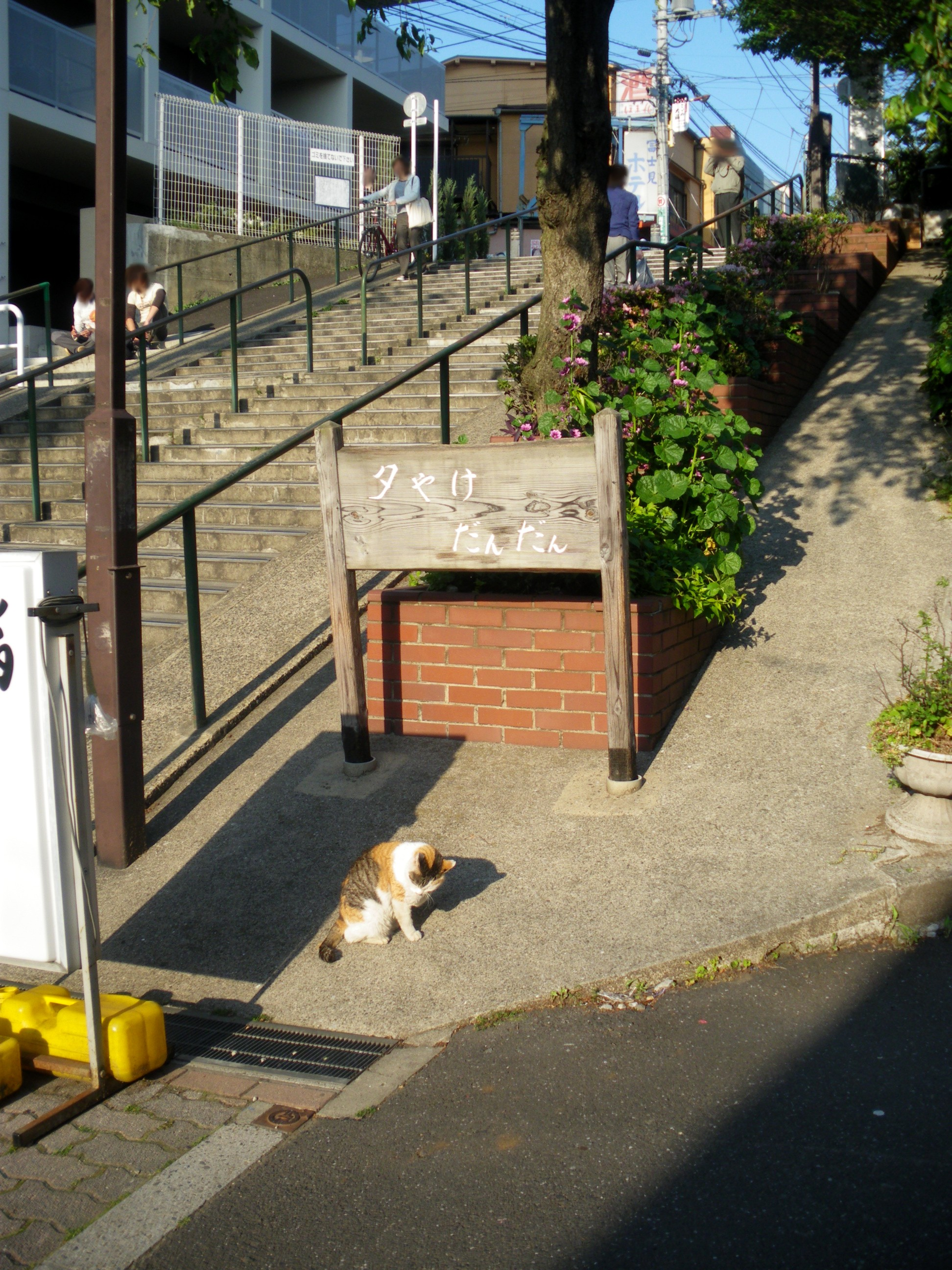
해질녘 무렵의 유야케단단. 간판 옆에 있는 고양이는 삼색털을 가지고 있다.

유야케단단(일본어: 夕やけだんだん)은 일본 도쿄도 아라카와구 니시닛포리 3초메 10·13·14번지 사이에 위치하고 있는 고양이 마을이다. 그러나 닛포리역 방면에서 야나카 긴자 상점가로 내려가는 언덕 또는 계단으로 내려오게 되면, 고텐자카가 보인다. 그래서 고텐자카의 연장 선상에 해당되는 장소 또는 구역으로 분류된다.
그리고 계단의 경사는 15도로 다소 엄격하지 않아, 높낮이의 차이는 겨우 4m에 이르고 있는 반면, 계단의 개수는 36개로 대한민국 부산광역시의 40계단과 비슷하다. 폭은 4.4m, 길이 역시 15m에 이를 정도로 경사면이 느슨해진 구조를 가지고 있다.
또한 이 일대에서는 도쿄도 도심에서 보기가 매우 드문 고양이 마을로 손을 꼽히게 된다.

## 무대를 다룬 작품
- 극장 애니메이션 : 유야케단단 (애니메이션)(일본어판)